# Hasan Hanafi
Hasan Hanafi (arabisch حسن حنفي, DMG Ḥasan Ḥanafī; geboren am 13. Februar 1935; gestorben am 21. Oktober 2021) war ein ägyptischer Philosoph.

## Leben
Hanafi studierte Philosophie an der Universität Kairo und erlangte 1956 den BA. Danach promovierte er in Paris an der Sorbonne und erhielt 1966 sein Doktordiplom. Von 1971 bis 1975 war er Gastprofessor an der Temple University in Philadelphia. Ab 1980 war er ordentlicher Professor für Philosophie in Kairo. Darüber hinaus hatte er kontinuierlich zahlreiche Ämter im Bereich der Wissenschaft inne:
- Ab 1976 Generalsekretär der Ägyptischen Gesellschaft für Philologie
- Ab 1983 Vizepräsident der Arabischen Gesellschaft für Philosophie
- Ab 1988 Vorsitzender der philosophischen Fakultät an der Kairo Universität
- Ab 2001 Vizepräsident der Arabisch-Philosophischen Gesellschaft

Er war weiterhin Gastprofessor an der Universität Tokio (1984–1985), an der Universität von Kalifornien, Los Angeles (1995) und an der Universität Bremen (1998).

## „Okzidentalistik“
Hasan Hanafi kritisierte die ablehnende Haltung des marokkanischen Philosophen und Literaturwissenschaftlers Mohammed Abed Al Jabri gegenüber mystischer, illuminationistischer und spiritueller Philosophie. Auch Hanafi vertrat wie Jabri die These einer verschütteten islamischen Identität. Die Wiederentdeckung des kulturellen Erbes wollte er jedoch nicht wie Jabri über postmoderne Methoden erreichen, sondern über eine Kritik an der europäischen Kultur. Er wählte einen hermeneutisch-phänomenologischen Zugang. Hanafi favorisierte keine reine Rückbesinnung auf das traditionelle Erbe des Islam; stattdessen wollte er den Weg in die Moderne untersuchen. Seiner Meinung nach besteht keine Notwendigkeit mehr für die islamische Welt, einen Zugang zur Moderne zu finden, denn die Moderne ist bereits universell und alle Gesellschaften haben daran teil.
Allerdings kritisierte er, dass das bestehende Konzept der Moderne gescheitert sei, da es allein auf europäischen Grundlagen aufbaue. Er machte es sich deshalb zum Ziel, diese Grundlagen zu analysieren und anhand der Ergebnisse ein islamisches Modernekonzept zu entwickeln. Seine Arbeit bezeichnete er ironisch als „Okzidentalistik“ (im Gegensatz zur Orientalistik).
Am westlich dominierten Modernekonzept kritisierte Hanafi, dass es bestimmte Zentrumskulturen gibt, die Peripherkulturen wie beispielsweise die islamische kolonisiert und unterdrückt haben. Diese Peripherkulturen seien durch den westlichen Einfluss verformt und entstellt. Hanafi beschrieb, dass die Peripherkulturen (sich) durch Erschließung der wissenschaftlichen Methoden der Zentrumskulturen und eine Analyse der bisherigen Moderneentwicklung eine eigenständige, neue Modernekonzeption entwickeln können.
Solch ein neues Konzept müsste nach Hanafi die Prinzipien der Gleichheit und der Einheit für alle Menschen verwirklichen. Für die Zentrumskulturen beschrieb er eine Phase der Dekadenz und postulierte für sie die Notwendigkeit, neue gedankliche Anregungen aus den Peripherkulturen zu bekommen.
Hanafis Interpretation von „turath“ bedeutet die Verbindung von den eigenen kulturellen Wurzeln mit dem Streben nach einer neuen, besseren Modernekonzeption.

## Verschiedenes
Innerhalb der islamischen Welt war Hasan Hanafi eine kontroverse Figur. Konservative Gelehrte, insbesondere von der al-Azhar-Universität in Kairo, warfen ihm wiederholt „Häresie“ oder „Abfall vom Glauben“ (Ridda) vor. Insbesondere nach der Veröffentlichung seines Werkes „Einladung zum Dialog“ in den 1990er-Jahren wurde eine Fatwa gegen ihn erlassen, in der er als „Apostat“ eingestuft wurde.
Er war einer der 138 Unterzeichner des offenen Briefes Ein gemeinsames Wort zwischen Uns und Euch (englisch A Common Word Between Us & You), den Persönlichkeiten des Islam an „Führer christlicher Kirchen überall“ (englisch Leaders of Christian Churches, everywhere …) sandten (13. Oktober 2007).

## Werke (Auswahl)
- Religious Dialogue and Revolution, Cairo, 1977. (Englisch)
- Contemporary Issues, 2 vols., Cairo, 1977. (Arabisch)
- Tradition and Modernism, Cairo, 1980. (Arabisch)
- From Dogma to Revolution, 5 vols., Cairo, 1988. (Arabisch)
- Religion and Revolution in Egypt, 8 vols., Cairo, 1989. (Englisch)
- An Introduction to "Occidentalism", Cairo, 1991. (Arabisch)
  - Besprochen von Wolfgang G. Schwanitz: “Occidentalistics”, in Middle East Policy 3:1 (1994), pp. 173–179. (Englisch)
- Islam in the Modern World, 2 vols., Cairo, 1995, 2nd ed. 2000. (Englisch)
- Cultures and Civilizations. Conflict or Dialogue?, 2 vols., Cairo, 2006. (Englisch)